# Complesso di Santa Maria del Gisolo
Il complesso di Santa Maria del Gisolo, noto anche come Santa Maria del Gisuolo, è un gruppo di edifici, comprendenti una chiesa romanica e una casa-torre medievale, situato tra il torrente Parola e il rio Gisolo in via Santa Margherita 110 a Santa Maria del Gisolo, località adiacente al borgo di Costamezzana di Noceto ma appartenente amministrativamente al comune di Fidenza, in provincia di Parma e diocesi di Fidenza.

## Storia
Gli edifici furono costruiti in epoca medievale; furono probabilmente i cavalieri templari della mansio di San Tommaso Becket a fondare il complesso lungo una delle diramazioni della via Francigena, per ospitarvi i pellegrini diretti a Roma dal Nord Europa, anche se secondo alcuni storici l'origine sarebbe ascrivibile ai monaci cistercensi.
L'insediamento conventuale, difeso dalla casa-torre e dal vicino castello di Costamezzana, fu citato per la prima volta nel 1227 in un atto del giudice Ugo, volto a definire i confini del territorio amministrato da Borgo San Donnino rispetto a quello controllato direttamente da Parma; mentre precedentemente il complesso rientrava tra le dipendenze borghigiane, la sentenza fissò la frontiera più a occidente, escludendo Santa Maria del Gisolo dal territorio fidentino.
Alla fine del XIV secolo il feudo di Costamezzana fu assegnato ai marchesi Pallavicino e nei decenni seguenti divenne parte dello Stato Pallavicino di Rolando il Magnifico; alla morte del Marchese nel 1457, fu ereditato dal figlio Giovan Manfredo, marchese di Polesine. Fino al XVI secolo il monastero di Santa Maria rivestì grazie alla sua posizione un ruolo strategico per i marchesi di Polesine, come dimostrato nel 1552 da Giovan Manfredo, che obbligò nel testamento il figlio Giovan Lodovico a donare ogni anno al convento 10 lire imperiali.
Nel frattempo subentrarono nella gestione del complesso gli eremitani agostiniani del convento di San Luca di Parma. Nel 1581 fu fondata a Borgo San Donnino la Compagnia dei Centuriati di Sant'Agostino in San Rocco, dal 1588 in San Pietro, e Santa Maria del Gisolo fu affidata alla loro gestione, come confermato nel 1593 dagli agostiniani di San Luca.
Nel 1608 gli agostiniani di San Pietro conclusero i lavori di ricostruzione della chiesa del complesso.
Tuttavia, nel 1636, durante l'occupazione di Piacenza da parte degli spagnoli in contrasto col duca di Parma Odoardo I Farnese, la zona di Borgo San Donnino fu interessata dalle scorrerie dell'esercito e il complesso di Santa Maria del Gisolo fu dato alle fiamme.
Nel 1699, al termine di una visita pastorale alla struttura, ancora dipendente dalla diocesi di Parma, il vescovo Giuseppe Olgiati ordinò ai frati di risistemare la chiesa e dotarla delle necessarie suppellettili.
Nel 1810, a causa della soppressione napoleonica degli ordini ecclesiastici, gli agostiniani furono allontanati e il complesso di Santa Maria fu confiscato dal governo francese e alienato a privati.
Gli edifici furono infine acquistati dalla famiglia Fulgoni, attuale proprietaria.

## Descrizione
Il complesso, collocato in posizione collinare, è costituito dalla chiesa, dalla grande casa-torre e dagli edifici agricoli annessi.

### Chiesa di Santa Maria

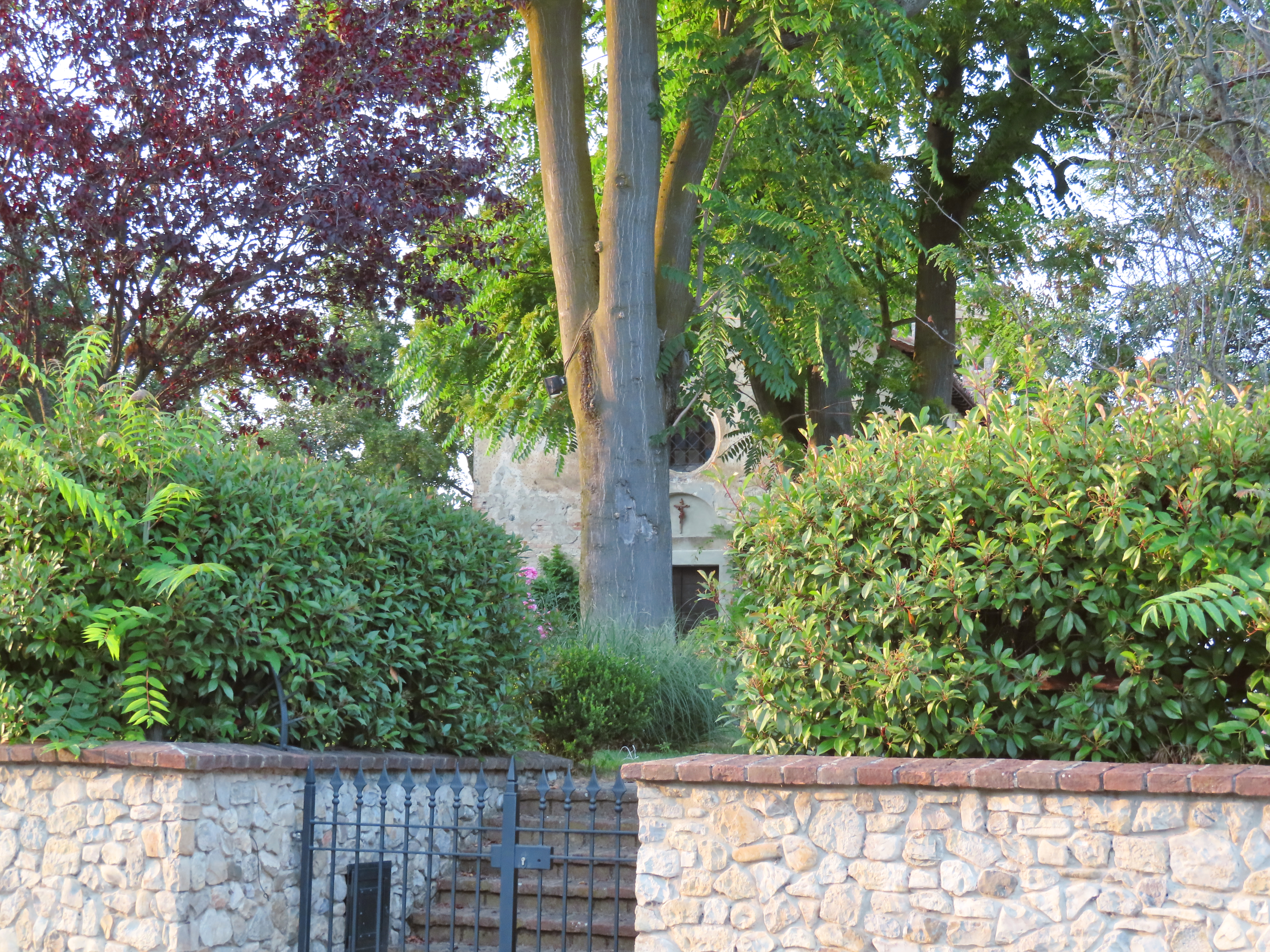
Chiesa di Santa Maria

La chiesa si sviluppa su un impianto a navata unica affiancata da una cappella per lato, con ingresso a sud-ovest e presbiterio absidato a nord-est.
La semplice e simmetrica facciata a capanna, intonacata, è caratterizzata dalla presenza dell'ampio portale centrale d'accesso, sormontato da una nicchia a lunetta; più in alto si apre un rosone.
Al termine del lato destro, in adiacenza al presbiterio, si erge dal tetto il piccolo campanile a vela.
All'interno la navata, coperta da un soffitto a capriate lignee, è affiancata dalle arcate a tutto sesto delle due cappelle laterali absidate.
Il presbiterio, lievemente sopraelevato, è preceduto dall'arco trionfale decorato con affreschi; l'ambiente absidato, coperto da una volta a botte e dal catino a semi-cupola, è illuminato da due finestre laterali.

### Casatorre

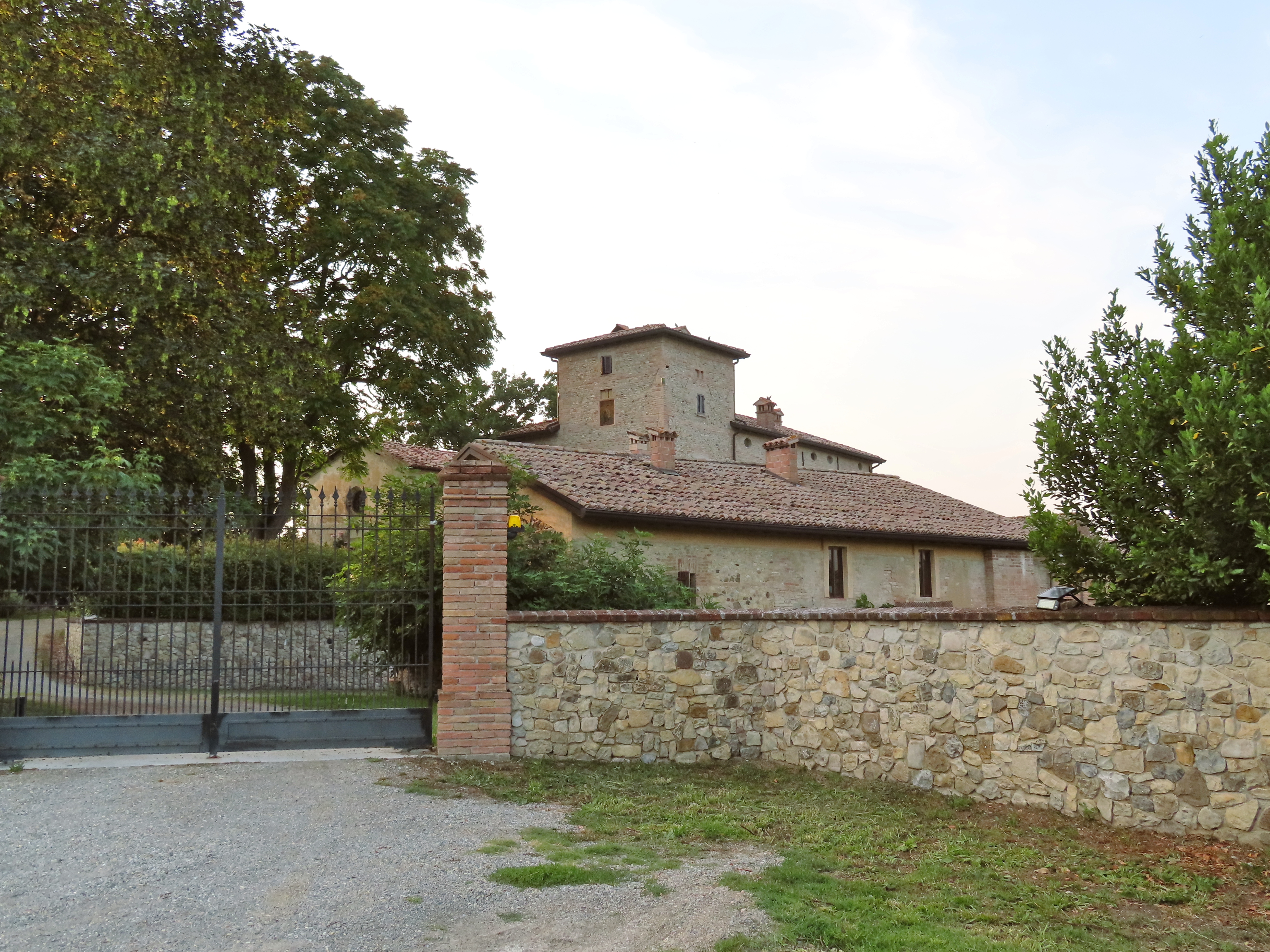
Casatorre

La casatorre, similare al castello di Pellegrino Parmense, si sviluppa parallelamente alla chiesa estendendosi su un impianto rettangolare.
L'edificio, interamente rivestito in pietra frammista a mattoni, si eleva su tre livelli fuori terra, oltre al sottotetto illuminato da piccole aperture ovali; la struttura è caratterizzata dalla presenza del torrione a pianta quadrata che emerge in corrispondenza dello spigolo sud-est.